# 12,7 × 99 mm NATO
|  |  |  |
|  |  |  |

12,7 × 99 mm NATO eller .50 BMG (50 Caliber Browning Machine Gun) som den kallas i USA, är en patron som konstruerades för kulsprutan M2 Browning på 1910-talet. Den är i stort sett en större variant av patronen .30-06 Springfield. Varken Browning M2 eller .50 BMG togs i tjänst förrän efter första världskriget, men har använts flitigt sedan dess, bland annat i andra världskriget, Koreakriget och Vietnamkriget. I dag används den av många länder, bland andra Sverige. Patronen används förutom i M2 Browning även i ett större antal tunga kulsprutor.

## 12,7 × 99 mm i Sverige
Sverige har använt 12,7 × 99 mm under större delen av 1900-talet och använder den än idag. Svenska försvarsmakten verkar ha först kommit i kontakt med patronen under mitten av 1930-talet då det svenska flygvapnet försökte rusta upp med nya moderna flygplan och kraftfullare beväpning. Man letade efter en grovkalibrig kulspruta att använda i framtida stridsflygplan. Patronen .50 BMG var en av de patroner som man skulle kunna tänka sig att använda. Dock valde man till slut patronen 13,2 × 99 mm Hotchkiss (under beteckningen 13,2 mm skarp patron m/39) då denna var bättre anpassad för luftvärn. Dessa kom att brukas i automatkanon m/39 som var en vidareutvecklad Browning M2-konstruktion.
13,2 mm patron m/39 kom att användas i automatkanon m/39 fram till andra halvan av 1940-talet då Sverige anskaffade amerikanska jaktplanet P-51 Mustang. Dessa flygplan, som i Sverige fick beteckningen J 26, var beväpnade med amerikanska 12,7 mm M2 Browning-kulsprutor som sköt .50 BMG. Dessa vapen betecknades 12,7 mm automatkanon m/45 medan patronen betecknades 12,7 mm skarp patron m/45. Flygvapnet hamnade i ett dilemma då man nu hade två stycken patroner som var extremt lika och för ett otränat öga oskiljaktiga från varandra. Detta gjorde det svårt att lagerhålla och tillverka de två så närliggande ammunitionstyperna, speciellt ur en krigstillverkningssynpunkt. Eftersom patronerna var näst intill identiska (både 13,2 × 99 mm och 12,7 × 99 mm hade samma dimensioner förutom kaliber) valde en enhetlig kaliber då de existerande vapnen akan m/39 och m/45 kunde modifieras billigt för att skjuta vardera ammunition. Valet föll på 12,7 × 99 mm då man kunde köpa in massvis med billig ammunition efter kriget. Därefter kom alla akan m/39 att modifieras med 12,7 mm pipor bland annat för att skjuta 12,7 mm patron m/39.
På grund av detta kom 12,7 mm patron m/45 att användas genom hela kalla kriget. 12,7 mm akan m/45 kom att sluta brukas efter att J 26 tagits ur tjänst men de modifierade akan m/39 vapnen kom att brukas som övningsvapen på flygplan som var beväpnade med 20 mm akan m/46, m/47, m/49 och 30 mm akan m/55 då dess lavetter kunde adaptera akan m/39 med tilläggsmaterial.
Under 12,7 mm akan m/39:s slutskede som övningsvapen inom flygvapnet antogs på 80-talet M2 Browning inom armen och marinen i kaliber 12,7 × 99 mm under beteckningen tung kulspruta 12,7 mm (senare ksp 88). Patronen behöll beteckningen m/45 men kortades ner till enbart patron m/45 istället för skarp patron m/45. Patron m/45 användes än idag och då på Ksp 88 och AG 90 som används av flera grenar inom den svenska försvarsmakten som till exempel jägar- och ingenjörsförbanden. Som stridsammunition finns det flera olika typer av projektiler. De flesta är av pansarbrytande- och brandtyp med eller utan spårljus.

## Ammunitionstyper
Under andra världskriget och Vietnamkriget var de vanligaste ammunitionstyperna i .50 BMG vanlig helmantlad, pansarbrytande, spårljus eller brandammunition. Under senare år har det börjat tillverkas många olika sorters ammunition i kaliber 12,7 × 99 mm, varav den mest omtalade är den norska Raufoss Mk 211 som är en så kallad pansarbrandsprängprojektil. Den anses av vissa strida mot S:t Petersburgdeklarationen och andra Haagkonventions paragraf 23. Även underkalibrig ammunition tillverkas numera i kaliber 12,7 × 99 mm.
| Patron                                  | Typ                                       | Färg                                    | Ursprung                                             | Kommentar                                                                               |                                         |
| Till 12,7 mm automatkanon m/39, 39A, 45 | Till 12,7 mm automatkanon m/39, 39A, 45   | Till 12,7 mm automatkanon m/39, 39A, 45 | Till 12,7 mm automatkanon m/39, 39A, 45              | Till 12,7 mm automatkanon m/39, 39A, 45                                                 | Till 12,7 mm automatkanon m/39, 39A, 45 |
| --------------------------------------- | ----------------------------------------- | --------------------------------------- | ---------------------------------------------------- | --------------------------------------------------------------------------------------- | --------------------------------------- |
| 12,7 mm sk ptr m/45 slprj m/45          | Spårljusprojektil                         | Röd eller orange topp                   | Amerikansk Tracer M1 (röd) eller Tracer M10 (orange) | Ej i tjänst.                                                                            |                                         |
| 12,7 mm sk ptr m/45 pprj m/45           | Pansarprojektil                           | Svart eller grön topp                   | Amerikansk Armor piercing M2 (svart)                 | Ej i tjänst.                                                                            |                                         |
| 12,7 mm sk ptr m/45 pbrandgr m/45       | Pansar- eller brandgranat                 | Silverfärgad topp                       | Amerikansk Armor piercing incendiary M8              | Ej i tjänst.                                                                            |                                         |
| 12,7 mm sk ptr m/45 brandgr m/45        | Brandgranat                               | Blå topp                                | Amerikansk Incendiary M1                             | Ej i tjänst.                                                                            |                                         |
| 12,7 mm sk ptr m/45 gr m/45             | Sprängbrandgranat                         | Orange topp                             | Svensk design                                        | Har en pansarbrytande kärna. Har exporterats till Dominikanska republiken. Ej i tjänst. |                                         |
| 12,7 mm sk ptr m/45 gr m/45 X           | Spårljussprängbrandgranat                 | Orange topp med svart spets             | Svensk design                                        | Har en pansarbrytande kärna. Har exporterats till Dominikanska republiken. Ej i tjänst. |                                         |
| 12,7 mm sk ptr m/45 övnprj m/45         | Övningsprojektil                          | Ofärgad                                 | Amerikansk Ball M2                                   | Ej i tjänst.                                                                            |                                         |
| 12,7 mm blindptr m/45                   | Blindpatron                               | Grön eller silverfärgad                 |                                                      | Ej i tjänst.                                                                            |                                         |
| Till Kulspruta 88 och Automatgevär 90   |                                           |                                         |                                                      |                                                                                         |                                         |
| 12,7 mm m/45 NPPRJ                      | Normal projektil                          | Ofärgad                                 |                                                      | Används mest inom träning.                                                              |                                         |
| 12,7 mm m/45 SLPRJ                      | Spårljusprojektil                         | Vit topp                                |                                                      | Spårljus upp till 1500 m.                                                               |                                         |
| 12,7 mm m/45 SLBRSPRJ                   | Spårljus-, brand- , eller sprängprojektil | Vit-orange topp                         | Norsk Raufoss Mk 300                                 | Enbart för krigstid.                                                                    |                                         |
| 12,7 mm m/45 BRSPRJ                     | Brand- eller sprängprojektil              | Orange topp                             | Norsk Raufoss Mk 211                                 | Enbart för krigstid.                                                                    |                                         |
| 12,7 mm m/45 PBRANDPRJ                  | Pansar- eller brandprojektil              | Silverfärgad topp                       | Norsk, tillverkad av Raufoss.                        | Används enbart i AG 90.                                                                 |                                         |
| 12,7 mm m/45 BRPRJ                      | Brandprojektil                            |                                         |                                                      | Används mest till AG 90.                                                                |                                         |
| 12,7/45 PBRANDPRJ                       | Pansar- eller brandprojektil              | Röd-svart topp                          | Nederländsk, tillverkad av Eurometaal-zaandam.       | Används enbart i AG 90.                                                                 |                                         |
| 12,7/45 LÖS PTR 90 BAND                 | Blindpatron                               | Helt röd                                | Norsk, tillverkad av Bakelittfabrikken.              |                                                                                         |                                         |

## Rekord
1967 lyckades prickskytten Carlos Hathcock i USA:s marinkår träffa en fiende med ett skott från en M2-kulspruta försedd med kikarsikte på 2 300 meters avstånd. Detta visade på möjligheten att konstruera kraftiga prickskyttegevär för kaliber 12,7 × 99 mm som till exempel Barrett M82. Hathcocks rekord slogs år 2002 under Afghanistankriget då den kanadensiske prickskytten Rob Furlong träffade en fiende på 2 430 meters håll med ett skott från ett McMillan Tac-50, även det med kaliber 12,7 × 99 mm.

## Kulsprutor som skjuter 12,7 × 99 mm NATO
- Browning M1918 – Vattenkyld tung kulspruta. Prototyp baserad på vattenkylda 7,62 mm m1917.
- M1921 Browning – Vattenkyld tung kulspruta från 1929.
- M2 Browning – Luftkyld tung kulspruta från 1933.
- XM312 – Tung kulspruta.
- XM806 – Tung kulspruta.
- VKT 12,70 LKk/42 – Tung kulspruta.
- 12,7 mm automatkanon m/39 – Tung kulspruta för flygplan. (Från början i kaliber 13,2 mm)
- 12,7 mm Madsen-Saetter – Tung kulspruta prototyp från 1960.[8]

## Gevär som skjuter 12,7 × 99 mm NATO
- Winchester-Williams .50 BMG Antitank Rifle – Pansarvärnsgevärsprototyp.
- Armalite AR-50 – Prickskyttegevär.
- Arms Tech Ltd. TTR-50 – Prickskyttegevär.
- Barrett M82 – Automatgevär. (Automatgevär 90 (AG 90) i svenska försvarsmakten)
- Barrett M95 – Prickskyttegevär.
- Barrett M99 – Antimateriagevär.
- Bushmaster BA50 – Gevär
- Ramo M600 – Prickskyttegevär.
- Robar RC-50 – Antimateriagevär/prickskyttegevär.
- Serbu Firearms BFG-50 – Gevär.
- Serbu Firearms RN-50 – Gevär.
- L.A.R. Manufacturing, Inc. Grizzly Big Boar – Prickskyttegevär.
- McMillan TAC-50 – Antimateriagevär/prickskyttegevär.
- EDM Arms Windrunner – Prickskyttegevär.
- Accuracy International AS50 – Prickskyttegevär.
- Accuracy International AW50 – Antimateriagevär.
- DSR-50 – Antimateriagevär/prickskyttegevär.
- Gepard anti-materiel rifle – Antimateriagevär.
- OM 50 Nemesis – Prickskyttegevär.
- PGM Hecate II – Antimateriagevär.
- Pindad SPR-2 och SPR-3 – Prickskyttegevär.
- Steyr HS .50 – Antimateriagevär/prickskyttegevär.
- WKW Wilk – Antimateriagevär/prickskyttegevär.
- Zastava M93 Black Arrow – Antimateriagevär.